# Massadio Haïdara
Massadio Haïdara (ur. 2 grudnia 1992) – malijski piłkarz francuskiego i senegalskiego pochodzenia grający na pozycji lewego obrońcy. Obecnie jest zawodnikiem francuskiego Stade Brestois 29.

## Kariera klubowa
Od 2008 szkolił się w szkółce piłkarskiej AS Nancy. W 2010 zadebiutował w drużynie zawodowej AS Nancy na szczeblu Ligue 1. W pierwszym sezonie to wystąpił w 10 meczach i zdobył 0 goli.
24 stycznia 2013 roku  podpisał kontrakt z Newcastle United.
| Sezon   | Klub             | Kraj    | Rozgrywki      | Mecze | Bramki | Rozgrywki Europy | Mecze | Bramki |
| ------- | ---------------- | ------- | -------------- | ----- | ------ | ---------------- | ----- | ------ |
| 2009/10 | AS Nancy B       | Francja | CFA            | 1     | 0      | -                | -     | -      |
| 2010/11 | AS Nancy         | Francja | Ligue 1        | 10    | 0      | -                | -     | -      |
| 2011/12 | AS Nancy         | Francja | Ligue 1        | 19    | 0      | -                | -     | -      |
| 2012/13 | AS Nancy         | Francja | Ligue 1        | 17    | 0      | -                | -     | -      |
| 2012/13 | Newcastle United | Anglia  | Premier League | 4     | 0      | -                | -     | -      |
| 2013/14 | Newcastle United | Anglia  | Premier League | 11    | 0      | -                | -     | -      |
| 2014/15 | Newcastle United | Anglia  | Premier League | 15    | 0      | -                | -     | -      |
| 2015/16 | Newcastle United | Anglia  | Premier League | 7     | 0      | -                | -     | -      |
| 2016/17 | Newcastle United | Anglia  | Championship   | 1     | 0      | -                | -     | -      |
| 2017/18 | Newcastle United | Anglia  | Premier League | 1     | 0      | -                | -     | -      |

Stan na: 31 maja 2018 r.